# Tschernyschewskoje
Tschernyschewskoje (russisch Чернышевское, wissenschaftliche Transliteration: Černyševskoje; deutsch Eydtkuhnen bzw. 1938–1945 Eydtkau, litauisch Eitkūnai) ist ein Ort in der Oblast Kaliningrad, Russland, an der Grenze zu Litauen. Er gehört zur kommunalen Selbstverwaltungseinheit Munizipalkreis Nesterow im Rajon Nesterow.

## Lage
Tschernyschewskoje liegt im äußersten Osten der Oblast Kaliningrad an der Grenze zu Litauen. Durch den Ort führt die A229 (Russland) (ehemalige deutsche Reichsstraße 1, heute auch Europastraße 28), die hier in die litauische Magistralinis kelias A7 übergeht. Das damalige Eydtkuhnen war bis 1945 Endbahnhof der Preußischen Ostbahn. In Preußen und im Deutschen Reich waren Schirwindt und Eydtkuhnen die östlichsten Städte.

## Geschichte

### Preußen
Die Anfänge des Ortes Eydtkuhnen gehen ins 16. Jahrhundert zurück. Der Ort geht auf den Einzelhof Eittkau zurück, der im Jahre 1557 belegt ist. Einen Aufschwung erlebte der damals von nur 125 Einwohnern besiedelte Ort, als 1860 die Preußische Ostbahn bis hierher ausgebaut war und Eydtkuhnen zum wichtigsten Grenzbahnhof Preußens an der Ostgrenze wurde.
Die Normalspur der Ostbahn stieß in Eydtkuhnen auf die russische Breitspurbahn, so dass wegen der unterschiedlichen Spurweiten keine durchgängige Zugverbindung möglich war. So fuhren Züge aus Sankt Petersburg bzw. Leningrad bis Eydtkuhnen, wo die Fahrgäste am selben Bahnsteig in einen preußischen Zug mit Normalspur umstiegen. In der Gegenrichtung geschah das dagegen im zwei Kilometer entfernten, ebenfalls als Spurwechselbahnhof ausgebauten russischen bzw. litauischen Bahnhof Wirballen, heute Kybartai in Litauen.
Bis 1875 erhöhte sich die Anzahl der Einwohner auf 3253 und bereits vor 1894 bestand hier eine Eisenbahnwerkstatt. Ab 1896 fungierte Eydtkuhnen auch als Umsteigebahnhof für den Luxuszug „Nord-Express“, der die Route Sankt Petersburg–Paris befuhr. Der Bahnhof wurde nach Plänen von Friedrich August Stüler gebaut.
1905 vermeldete Meyers Großes Konversationslexikon zu diesem Ort:

„Flecken im Regierungsbezirk Gumbinnen, Kreis Stallupönen, Knotenpunkt der preußischen Staatsbahnlinie Königsberg – Eydtkuhnen und der russischen Staatsbahnlinie Landwarow – Eydtkuhnen (Grenzstation Wirballen), hat eine evangelische Kirche, Synagoge, Hauptzollamt und Nebenzollamt I, lebhaften Speditionshandel, besonders in russischen Pferden, Gänsen, Getreide und (1900) 3707 meist evangelische Bewohner“

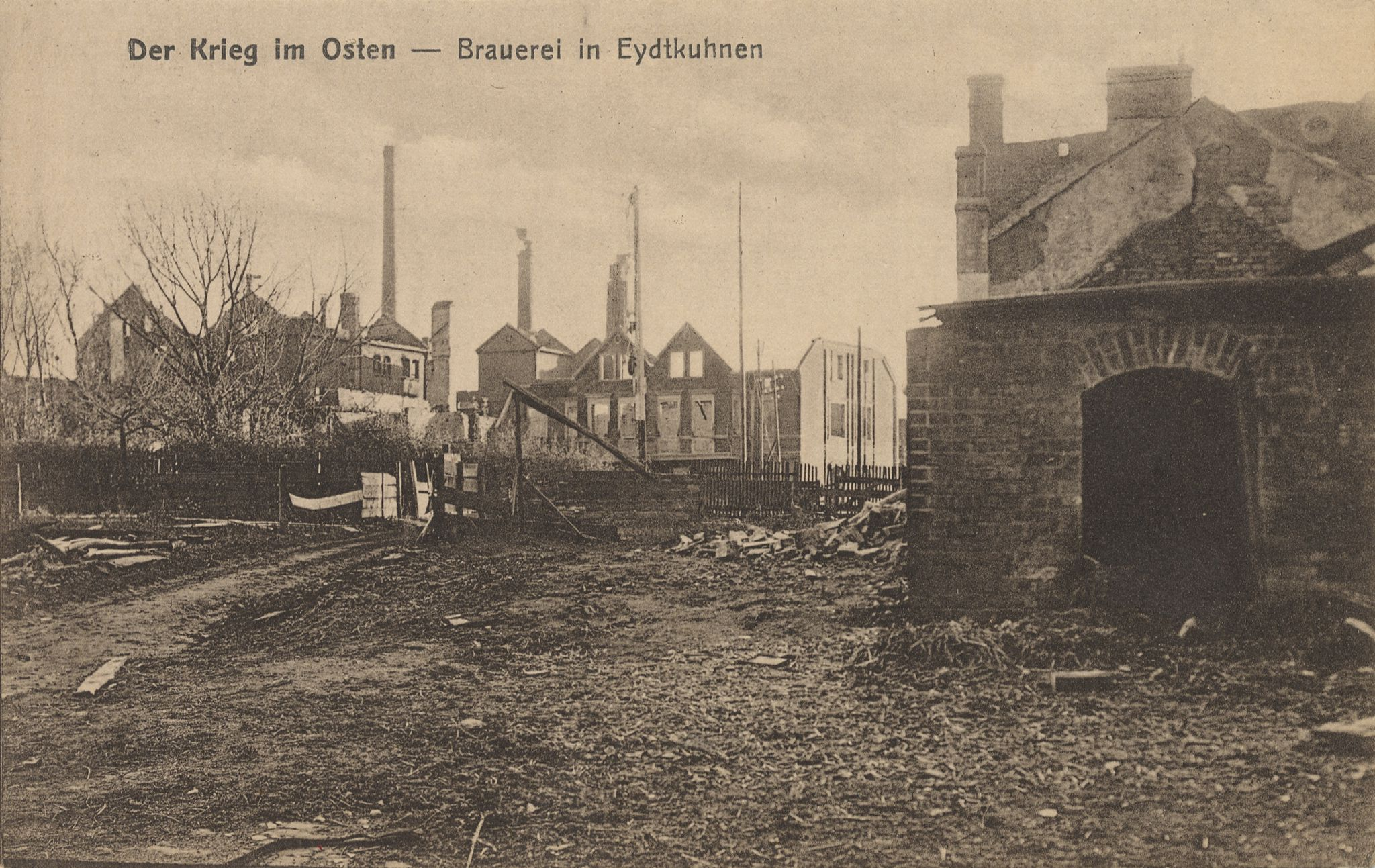
Zu Beginn des Ersten Weltkriegs zerstörte Brauerei in Eydtkuhnen

Im Ersten Weltkrieg wurde Eydtkuhnen von der russischen Armee zerstört. Nach dem Wiederaufbau (mit Hilfe der Patenstadt Wiesbaden) bekam der Ort im Jahr 1922 die Stadtrechte und es begann in der Zwischenkriegszeit eine erneute, kurze Blütezeit mit einer Zunahme der Einwohnerzahl auf 10.500 (1923). Eydtkuhnen wurde erneut zum wichtigsten Grenzübergang zwischen dem Reich und den baltischen Staaten. Durch die Umstellung des litauischen Eisenbahnnetzes auf Normalspur waren Eydtkuhnen und der benachbarte Bahnhof Virbalis keine Spurwechselbahnhöfe mehr. Der Nord-Express fuhr allerdings nicht mehr über Eydtkuhnen. Es verblieben lediglich direkte Schlafwagen von Paris nach Riga im D 1 (Berlin–Eydtkuhnen). 1935 war auch die von Aachen kommende Reichsstraße 1 bis zu diesem Ort herangeführt.
Der Aufschwung endete abrupt mit dem Zweiten Weltkrieg, wobei Eydtkuhnen bei der Eroberung durch die Rote Armee abermals zerstört wurde. Die überwiegend deutsche Bevölkerung des Ortes floh bei Kriegsende oder wurde nach der Besetzung durch die Rote Armee vertrieben.

### Sowjetunion / Russland

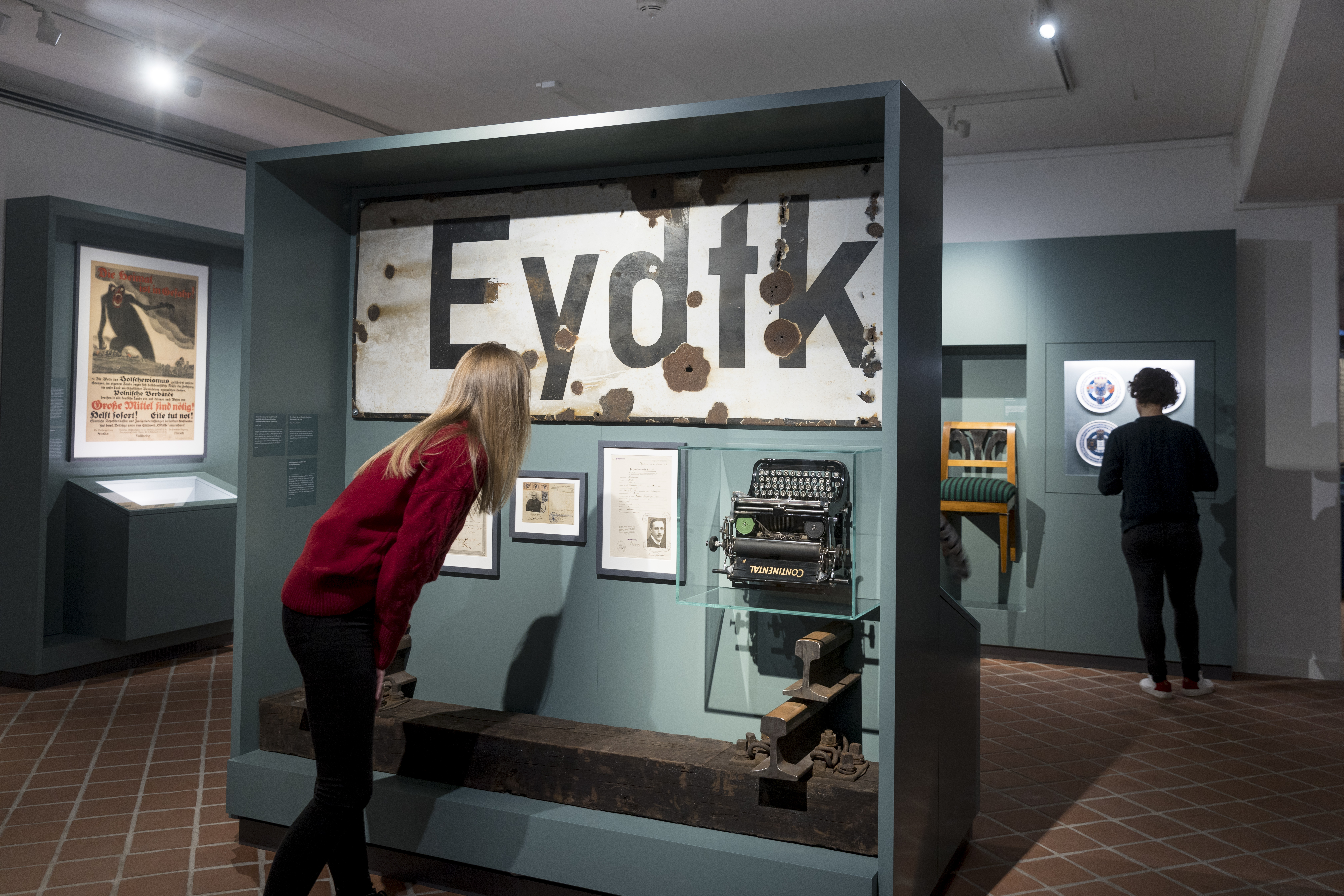
Zerschossenes Bahnhofsschild

Im Jahr 1947 in Tschernyschewskoje (nach dem russischen Revolutionär Nikolai Gawrilowitsch Tschernyschewski) umbenannt, wurde die Ortschaft Teil der RSFSR, seit 1991 der Russischen Föderation. Gleichzeitig wurde der Ort Verwaltungssitz eines Dorfsowjets und hatte damit seine Stadtrechte verloren. Im Ort wurde ein Gefängnis eingerichtet. Der Bahnhof wurde demontiert, da er nach 1945 nicht mehr als Grenzbahnhof benötigt wurde und der nächste Bahnhof Kybartai sehr nah lag.
Seit 2007 befindet sich in Tschernyschewskoje ein wichtiger Straßengrenzübergang zwischen der Oblast Kaliningrad und Litauen. Ein großer Teil des Ortes ist heute von einer Mauer umgeben und wurde lange zum Teil als Kaserne, zum Teil auch als Gefängnis genutzt. Die russische Eisenbahn verwirklichte nach der Jahrtausendwende den Wiederaufbau des Grenzbahnhofs, da die Kapazitäten im Bahnhof Nesterow nicht ausreichten.

#### Dorfsowjet/Dorfbezirk Tschernyschewskoje 1947–1960 und 1967–2008
Der Dorfsowjet Tschernyschewskoje (ru. Чернышевский сельский Совет) wurde im Juli 1947 eingerichtet. Er war von 1960 bis 1967 aufgelöst und vermutlich an den Dorfsowjet Prigorodnoje angeschlossen. Nach dem Zerfall der Sowjetunion bestand die Verwaltungseinheit als Dorfbezirk Tschernyschewskoje (ru. Чернышевский сельский округ). Von 2008 bis 2018 gehörte Tschernyschewskoje zur Landgemeinde Prigorodnoje, von 2019 bis 2021 zum Stadtkreis Nesterow und seither zum Munizipalkreis Nesterow.
| Ortsname                          | Name bis 1947                              | Bemerkungen                                                     |
| --------------------------------- | ------------------------------------------ | --------------------------------------------------------------- |
| Berjosowka (Берёзовка)            | Romeyken, 1938–1945: „Romeiken“            | Der Ort wurde 1947 umbenannt und vermutlich vor 1967 verlassen. |
| Detskoje (Детское)                | Kinderweitschen, 1938–1945: „Kinderhausen“ | Der Ort wurde 1947 umbenannt.                                   |
| Swobodnoje (Свободное)            | Mecken                                     | Der Ort wurde 1947 umbenannt und vermutlich vor 1967 verlassen. |
| Trawino (Травино)                 | Schleuwen                                  | Der Ort wurde 1947 umbenannt und vermutlich vor 1967 verlassen. |
| Tschernyschewskoje (Чернышевское) | Eydtkuhnen, 1938–1945: „Eydtkau“           | Verwaltungssitz                                                 |

## Wappen
Blasonierung: „Im von Silber und Grün geteilten Felde oben eine eigentümlich gestaltete, aus dem unteren Teile in den oberen aufwachsende rote Burg mit der aufgehenden goldenen Sonne im Torbogen, unten ein silbern geflügeltes, eisenfarbiges Eisenbahnrad.“
Der durch den Grenzhandel in wenigen Jahrzehnten aufgeblühte Ort wurde am 19. Juli 1922 zur Stadt erhoben und erhielt am 15. Januar 1924 vom Ministerium dieses heraldisch nicht vorbildliche Wappen genehmigt.

## Kirche

### Kirchengebäude

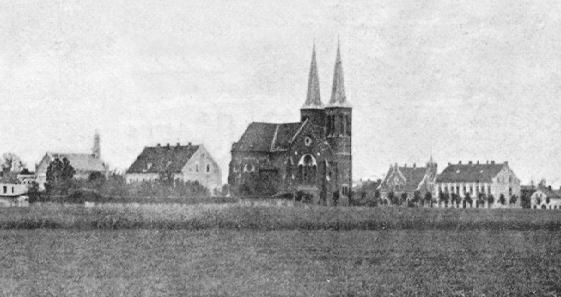
Kirche Eydtkuhnen zu Beginn des 20. Jahrhunderts

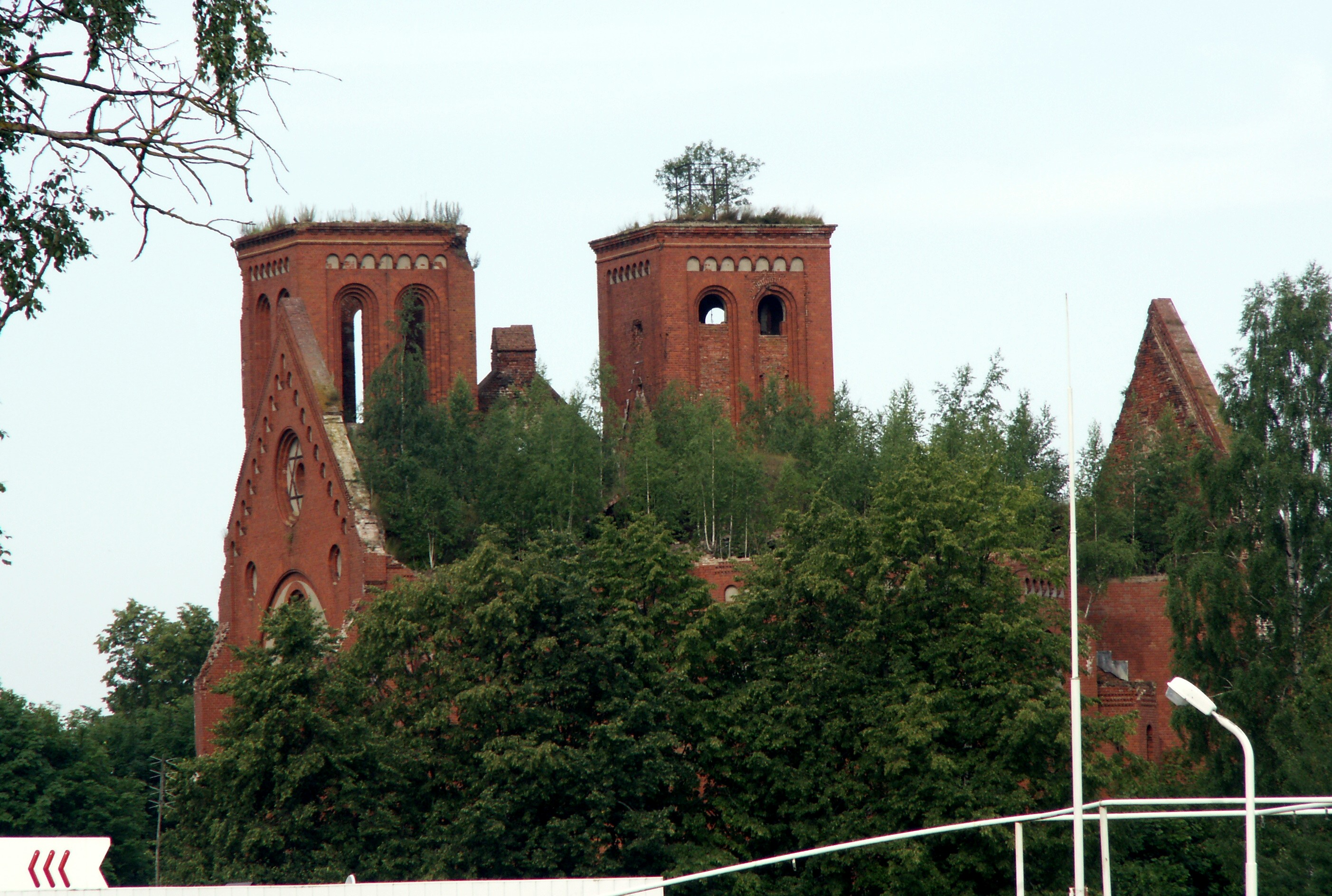
Kirchenruine (2009)

Die neuromanische Kirche mit kreuzförmigem Grundriss wurde nach den Plänen von Friedrich Adler gebaut und 1889 eingeweiht. Heute existieren nur noch Ruinen mit den zwei Turmunterbauten ohne die früheren Spitzdächer. Das Erdgeschoss ist zugemauert, das Dachgeschoss des Kirchenschiffs ist verschwunden.
Die Kirche wurde nach 1945 lange Zeit vom Militär als Lager benutzt; heute ist das ungenutzte Gebäude eine Ruine. Das Pfarrhaus ist zugemauert.

### Evangelisch-lutherische Kirchengemeinde
Bis 1945 war das – von einer überwiegend evangelischen Bevölkerung bewohnte – Eydtkuhnen/Eydtkau ein Kirchspielort im Kirchenkreis Stallupönen (1938–1946 Ebenrode, russisch: Nesterow) in der Kirchenprovinz Ostpreußen der Kirche der Altpreußischen Union. Erst im Jahre 1883 war Eydtkuhnen ein selbstständiges Kirchspiel geworden, nachdem es von dem Kirchort Bilderweitschen (1938–1946 Bilderweiten, russisch: Lugowoje) abgetrennt worden war.
Nach 1945 kam das kirchliche Leben in dem Ort zum Erliegen. Heute hat sich im acht Kilometer nordwestlich gelegenen Nachbarort Babuschkino (Groß Degesen) eine neue evangelische Gemeinde gebildet, die zur Propstei Kaliningrad der Evangelisch-Lutherischen Kirche Europäisches Russland (ELKER) gehört. Das zuständige Pfarramt ist das der Salzburger Kirche in Gussew (Gumbinnen).

## Söhne und Töchter des Ortes
- Marie Madeleine (1881–1944), deutsche Schriftstellerin
- Wilhelm Gaerte (1890–1958), deutscher Archäologe
- Felix Bressart (1895–1949), deutscher Schauspieler
- Friedrich Welter (1900–1984), Komponist, Musikpädagoge und Musikkritiker
- Edith Krojanker, geb. Epstein (1905–1995), deutsche Juristin
- Fritz Brustat-Naval (1907–1989), deutscher Kapitän, Journalist, Filmemacher und Autor
- Herbert Kirrinnis (1907–1977), deutscher Gymnasiallehrer und Historiker
- Dieter Biallas (1936–2016), deutscher Politiker (FDP), Zweiter Bürgermeister und Senator in Hamburg
- Ernst Helmut Segschneider (* 1938), deutscher Volkskundler und Museumswissenschaftler
- Stasys Kružinauskas (* 1957), litauischer Politiker